# FIVB World Grand Prix 2013
De FIVB World Grand Prix 2013 was een internationale volleybalcompetitie voor vrouwen die gespeeld werd tussen zestien landenteams van 1 augustus tot en met 31 augustus 2013. De Verenigde Staten trad aan als titelhouder.

## Deelnemende landen
| Competitie                 | Datum                | Locatie                | Aantal plaatsen | Gekwalificeerd                                           |
| -------------------------- | -------------------- | ---------------------- | --------------- | -------------------------------------------------------- |
| Automatisch gekwalificeerd |                      |                        | 3               | China Japan Polen                                        |
| European League            | 1 juni - 6 juli 2012 | Karlovy Vary, Tsjechië | 4               | Tsjechië Bulgarije Servië Nederland                      |
| 2012 Pan-American Cup      | 12-21 juli 2012      | Ciudad Juarez, Mexico  | 2 (CSV)[a]      | Brazilië Argentinië                                      |
| 2012 Pan-American Cup      | 12-21 juli 2012      | Ciudad Juarez, Mexico  | 4 (NORCECA)[a]  | Verenigde Staten Cuba Dominicaanse Republiek Puerto Rico |
| 2012 Asian Cup             | 10-16 september 2012 | Almaty, Kazachstan     | 2               | Thailand Kazachstan                                      |
| Aangesteld door de FIVB    |                      |                        | 4               | Italië Rusland Turkije Duitsland                         |
| Aangesteld door de CAVB    |                      |                        | 1               | Algerije                                                 |
| Totaal                     |                      |                        | 20              |                                                          |

- [a] De twee beste Zuid-Amerikaanse teams en de beste 4 NORCECA teams tijdens Pan-American Cup 2012 kwalificeren zich

## Kalender
| Week 1 2–4 August 2013                                 | Week 1 2–4 August 2013                                | Week 1 2–4 August 2013                    | Week 1 2–4 August 2013            | Week 1 2–4 August 2013                         |
| Groep A: Campinas, Brazilië                            | Groep B: Santo Domingo, Dominicaanse Republiek        | Groep C: Ankara, Turkije                  | Groep D: Macau                    | Groep E: Montichiari, Italië                   |
| ------------------------------------------------------ | ----------------------------------------------------- | ----------------------------------------- | --------------------------------- | ---------------------------------------------- |
| Brazilië Verenigde Staten Polen Rusland                | Dominicaanse Republiek Servië Puerto Rico Tsjechië    | Turkije Japan Thailand Algerije           | China Cuba Nederland Bulgarije    | Italië Duitsland Argentinië Kazachstan         |
| Week 2 9-11 augustus 2013                              |                                                       |                                           |                                   |                                                |
| Groep F: Belgrado, Servië                              | Groep G: Mayagüez, Puerto Rico                        | Groep H: Płock, Polen                     | Groep I: Hongkong                 | Groep J: Yekaterinburg, Rusland                |
| Servië Verenigde Staten Nederland Algerije             | Puerto Rico Brazilië Dominicaanse Republiek Bulgarije | Polen Japan Duitsland Kazachstan          | China Turkije Tsjechië Argentinië | Rusland Italië Thailand Cuba                   |
| Week 3 16–18 augustus 2013                             |                                                       |                                           |                                   |                                                |
| Groep K: Almaty, Kazachstan                            | Groep L: Bangkok, Thailand                            | Groep M: Sendai, Japan                    | Groep N: Wuhan, China             | Groep O: Kaohsiung, Taiwan                     |
| Kazachstan Brazilië Cuba Nederland                     | Thailand Rusland Duitsland Puerto Rico                | Japan Verenigde Staten Tsjechië Bulgarije | China Servië Polen Argentinië     | Italië Turkije Dominicaanse Republiek Algerije |
| Week 4 Final Round 28 augustus 2013 - 1 september 2013 |                                                       |                                           |                                   |                                                |
| Sapporo                                                |                                                       |                                           |                                   |                                                |
| Japan Servië China nnb nnb                             |                                                       |                                           |                                   |                                                |

## Programma

### Eerste week
| Groep A in Campinas (Brazilië) | Groep A in Campinas (Brazilië) | Groep A in Campinas (Brazilië) | Groep A in Campinas (Brazilië) |
| ------------------------------ | ------------------------------ | ------------------------------ | ------------------------------ |
| 2 augustus                     | Rusland                        | Verenigde Staten               | 1-3                            |
|                                | Brazilië                       | Polen                          | 3-1                            |
| 3 augustus                     | Brazilië                       | Rusland                        | 3-2                            |
|                                | Verenigde Staten               | Polen                          | 3-0                            |
| 4 augustus                     | Brazilië                       | Verenigde Staten               | 3-1                            |
|                                | Rusland                        | Polen                          | 3-2                            |

| Groep B in Santo Domingo (Dominicaanse Republiek) | Groep B in Santo Domingo (Dominicaanse Republiek) | Groep B in Santo Domingo (Dominicaanse Republiek) | Groep B in Santo Domingo (Dominicaanse Republiek) |
| ------------------------------------------------- | ------------------------------------------------- | ------------------------------------------------- | ------------------------------------------------- |
| 2 augustus                                        | Puerto Rico                                       | Tsjechië                                          | 0-3                                               |
|                                                   | Dominicaanse Republiek                            | Servië                                            | 0-3                                               |
| 3 augustus                                        | Servië                                            | Tsjechië                                          | 3-0                                               |
|                                                   | Dominicaanse Republiek                            | Puerto Rico                                       | 3-0                                               |
| 4 augustus                                        | Servië                                            | Puerto Rico                                       | 3-1                                               |
|                                                   | Dominicaanse Republiek                            | Tsjechië                                          | 3-1                                               |

| Groep C in Ankara (Turkije) | Groep C in Ankara (Turkije) | Groep C in Ankara (Turkije) | Groep C in Ankara (Turkije) |
| --------------------------- | --------------------------- | --------------------------- | --------------------------- |
| 2 augustus                  | Turkije                     | Algerije                    | 3-0                         |
|                             | Thailand                    | Japan                       | 0-3                         |
| 3 augustus                  | Algerije                    | Japan                       | 0-3                         |
|                             | Turkije                     | Thailand                    | 3-0                         |
| 4 augustus                  | Thailand                    | Algerije                    | 3-0                         |
|                             | Turkije                     | Japan                       | 1-3                         |

| Groep D in Macau (Volksrepubliek China) | Groep D in Macau (Volksrepubliek China) | Groep D in Macau (Volksrepubliek China) | Groep D in Macau (Volksrepubliek China) |
| --------------------------------------- | --------------------------------------- | --------------------------------------- | --------------------------------------- |
| 2 augustus                              | Cuba                                    | Nederland                               | 0-3                                     |
|                                         | China                                   | Bulgarije                               | 3-0                                     |
| 3 augustus                              | Bulgarije                               | Nederland                               | 3-1                                     |
|                                         | China                                   | Cuba                                    | 3-0                                     |
| 4 augustus                              | Bulgarije                               | Cuba                                    | 3-0                                     |
|                                         | China                                   | Nederland                               | 3-1                                     |

| Groep E in Montichiari (Italië) | Groep E in Montichiari (Italië) | Groep E in Montichiari (Italië) | Groep E in Montichiari (Italië) |
| ------------------------------- | ------------------------------- | ------------------------------- | ------------------------------- |
| 2 augustus                      | Duitsland                       | Kazachstan                      | 3-1                             |
|                                 | Italië                          | Argentinië                      | 3-0                             |
| 3 augustus                      | Duitsland                       | Argentinië                      | 2-3                             |
|                                 | Italië                          | Kazachstan                      | 3-0                             |
| 4 augustus                      | Argentinië                      | Kazachstan                      | 3-2                             |
|                                 | Italië                          | Duitsland                       | 3-1                             |

### Tweede week
| Groep F in Belgrado (Servië) | Groep F in Belgrado (Servië) | Groep F in Belgrado (Servië) | Groep F in Belgrado (Servië) |
| ---------------------------- | ---------------------------- | ---------------------------- | ---------------------------- |
| 9 augustus                   | Servië                       | Nederland                    | 3-0                          |
|                              | Algerije                     | Verenigde Staten             | 0-3                          |
| 10 augustus                  | Algerije                     | Servië                       | 0-3                          |
|                              | Verenigde Staten             | Nederland                    | 3-0                          |
| 11 augustus                  | Nederland                    | Algerije                     | 3-0                          |
|                              | Servië                       | Verenigde Staten             | 2-3                          |

| Groep G in San Juan (Puerto Rico) | Groep G in San Juan (Puerto Rico) | Groep G in San Juan (Puerto Rico) | Groep G in San Juan (Puerto Rico) |
| --------------------------------- | --------------------------------- | --------------------------------- | --------------------------------- |
| 9 augustus                        | Dominicaanse Republiek            | Brazilië                          | 1-3                               |
|                                   | Puerto Rico                       | Bulgarije                         | 0-3                               |
| 10 augustus                       | Brazilië                          | Bulgarije                         | 1-3                               |
|                                   | Dominicaanse Republiek            | Puerto Rico                       | 3-0                               |
| 11 augustus                       | Bulgarije                         | Dominicaanse Republiek            | 2-3                               |
|                                   | Puerto Rico                       | Brazilië                          | 0-3                               |

| Groep H in Płock (Polen) | Groep H in Płock (Polen) | Groep H in Płock (Polen) | Groep H in Płock (Polen) |
| ------------------------ | ------------------------ | ------------------------ | ------------------------ |
| 9 augustus               | Duitsland                | Japan                    | 2-3                      |
|                          | Polen                    | Kazachstan               | 3-0                      |
| 10 augustus              | Japan                    | Kazachstan               | 3-1                      |
|                          | Polen                    | Duitsland                | 0-3                      |
| 11 augustus              | Kazachstan               | Duitsland                | 1-3                      |
|                          | Polen                    | Japan                    | 0-3                      |

| Groep I in Hongkong (Volksrepubliek China) | Groep I in Hongkong (Volksrepubliek China) | Groep I in Hongkong (Volksrepubliek China) | Groep I in Hongkong (Volksrepubliek China) |
| ------------------------------------------ | ------------------------------------------ | ------------------------------------------ | ------------------------------------------ |
| 9 augustus                                 | Turkije                                    | Argentinië                                 | 3-1                                        |
|                                            | China                                      | Tsjechië                                   | 3-0                                        |
| 10 augustus                                | Turkije                                    | Tsjechië                                   | 3-0                                        |
|                                            | China                                      | Argentinië                                 | 3-0                                        |
| 11 augustus                                | Argentinië                                 | Tsjechië                                   | 1-3                                        |
|                                            | China                                      | Turkije                                    | 3-2                                        |

| Groep J in Jekaterinenburg (Rusland) | Groep J in Jekaterinenburg (Rusland) | Groep J in Jekaterinenburg (Rusland) | Groep J in Jekaterinenburg (Rusland) |
| ------------------------------------ | ------------------------------------ | ------------------------------------ | ------------------------------------ |
| 9. August                            | Italië                               | Rusland                              | 1-3                                  |
|                                      | Cuba                                 | Thailand                             | 1-3                                  |
| 10. August                           | Thailand                             | Rusland                              | 0-3                                  |
|                                      | Cuba                                 | Italië                               | 0-3                                  |
| 11 augustus                          | Rusland                              | Cuba                                 | 3-1                                  |
|                                      | Italië                               | Thailand                             | 3-0                                  |

### Derde Week
| Groep K in Almaty (Kazachstan) | Groep K in Almaty (Kazachstan) | Groep K in Almaty (Kazachstan) | Groep K in Almaty (Kazachstan) |
| ------------------------------ | ------------------------------ | ------------------------------ | ------------------------------ |
| 16 augustus                    | Cuba                           | Brazilië                       | 0-3                            |
|                                | Kazachstan                     | Nederland                      | 0-3                            |
| 17 augustus                    | Brazilië                       | Nederland                      | 3-0                            |
|                                | Kazachstan                     | Cuba                           | 3-1                            |
| 18 augustus                    | Cuba                           | Nederland                      |                                |
|                                | Kazachstan                     | Brazilië                       |                                |

| Groep L in Bangkok (Thailand) | Groep L in Bangkok (Thailand) | Groep L in Bangkok (Thailand) | Groep L in Bangkok (Thailand) |
| ----------------------------- | ----------------------------- | ----------------------------- | ----------------------------- |
| 16 augustus                   | Duitsland                     | Rusland                       | 2-3                           |
|                               | Thailand                      | Puerto Rico                   | 3-1                           |
| 17 augustus                   | Rusland                       | Puerto Rico                   | 3-0                           |
|                               | Thailand                      | Duitsland                     | 0-3                           |
| 18 augustus                   | Puerto Rico                   | Duitsland                     |                               |
|                               | Rusland                       | Thailand                      |                               |

| Groep M in Sendai (Japan) | Groep M in Sendai (Japan) | Groep M in Sendai (Japan) | Groep M in Sendai (Japan) |
| ------------------------- | ------------------------- | ------------------------- | ------------------------- |
| 16 augustus               | Verenigde Staten          | Tsjechië                  | 3-0                       |
|                           | Japan                     | Bulgarije                 | 0-3                       |
| 17 augustus               | Japan                     | Verenigde Staten          | 1-3                       |
|                           | Tsjechië                  | Bulgarije                 | 2-3                       |
| 18 augustus               | Japan                     | Tsjechië                  |                           |
|                           | Verenigde Staten          | Bulgarije                 |                           |

| Groep N in Wuhan (China) | Groep N in Wuhan (China) | Groep N in Wuhan (China) | Groep N in Wuhan (China) |
| ------------------------ | ------------------------ | ------------------------ | ------------------------ |
| 16 augustus              | Servië                   | Polen                    | 3-1                      |
|                          | China                    | Argentinië               | 3-0                      |
| 17 augustus              | Argentinië               | Servië                   | 0-3                      |
|                          | China                    | Polen                    | 3-1                      |
| 18 augustus              | Polen                    | Argentinië               |                          |
|                          | China                    | Servië                   |                          |

| Groep O in Kaohsiung (Taiwan) | Groep O in Kaohsiung (Taiwan) | Groep O in Kaohsiung (Taiwan) | Groep O in Kaohsiung (Taiwan) |
| ----------------------------- | ----------------------------- | ----------------------------- | ----------------------------- |
| 16 augustus                   | Italië                        | Algerije                      | 3-0                           |
|                               | Turkije                       | Dominicaanse Republiek        | 3-2                           |
| 17 augustus                   | Algerije                      | Turkije                       | 0-3                           |
|                               | Italië                        | Dominicaanse Republiek        | 2-3                           |
| 18 augustus                   | Dominicaanse Republiek        | Algerije                      |                               |
|                               | Italië                        | Turkije                       |                               |

## Ranglijst
|      |                        |     | Wedstrijden | Wedstrijden | Sets | Sets | Sets |
| Rank | Team                   | Pts | W           | L           | W    | L    |      |
| ---- | ---------------------- | --- | ----------- | ----------- | ---- | ---- | ---- |
| 1    | China                  | 23  | 8           | 0           | 24   | 4    |      |
| 2    | Servië                 | 22  | 7           | 1           | 23   | 5    |      |
| 3    | Verenigde Staten       | 20  | 7           | 1           | 22   | 7    |      |
| 4    | Brazilië               | 20  | 7           | 1           | 22   | 8    |      |
| 5    | Italië                 | 19  | 6           | 2           | 21   | 7    |      |
| 6    | Turkije                | 18  | 6           | 2           | 21   | 9    |      |
| 7    | Bulgarije              | 17  | 6           | 2           | 20   | 10   |      |
| 8    | Japan                  | 17  | 6           | 2           | 19   | 10   |      |
| 9    | Rusland                | 17  | 6           | 2           | 21   | 12   |      |
| 10   | Duitsland              | 15  | 4           | 4           | 19   | 14   |      |
| 11   | Dominicaanse Republiek | 14  | 5           | 3           | 18   | 14   |      |
| 12   | Nederland              | 9   | 3           | 5           | 11   | 15   |      |
| 13   | Thailand               | 9   | 3           | 5           | 9    | 17   |      |
| 14   | Tsjechië               | 7   | 2           | 6           | 9    | 19   |      |
| 15   | Argentinië             | 4   | 2           | 6           | 8    | 19   |      |
| 16   | Polen                  | 4   | 1           | 7           | 8    | 21   |      |
| 17   | Kazachstan             | 4   | 1           | 7           | 8    | 22   |      |
| 18   | Cuba                   | 0   | 0           | 8           | 3    | 24   |      |
| 18   | Puerto Rico            | 0   | 0           | 8           | 2    | 24   |      |
| 20   | Algerije               | 0   | 0           | 8           | 0    | 24   |      |

## Finaleronde
|      |        |     | Wedstrijden | Wedstrijden | Sets | Sets | Sets |
| Rank | Team   | Pts | W           | L           | W    | L    |      |
| ---- | ------ | --- | ----------- | ----------- | ---- | ---- | ---- |
| 1    | Japan  | 0   | 0           | 0           | 0    | 0    |      |
| 2    | Servië | 0   | 0           | 0           | 0    | 0    |      |
| 3    | China  | 0   | 0           | 0           | 0    | 0    |      |
| 4    |        | 0   | 0           | 0           | 0    | 0    |      |
| 5    |        | 0   | 0           | 0           | 0    | 0    |      |
| 6    |        | 0   | 0           | 0           | 0    | 0    |      |

| 28 augustus |  |  |  |
|             |  |  |  |
|             |  |  |  |
| 29 augustus |  |  |  |
|             |  |  |  |
|             |  |  |  |
| 30 augustus |  |  |  |
|             |  |  |  |
|             |  |  |  |
| 31 augustus |  |  |  |
|             |  |  |  |
|             |  |  |  |
| 1 september |  |  |  |
|             |  |  |  |
|             |  |  |  |

## Eindrangschikking
| Rank   | Team                   |
| ------ | ---------------------- |
| Goud   | Brazilië               |
| Zilver | China                  |
| Brons  | Servië                 |
| 4      | Japan                  |
| 5      | Italië                 |
| 6      | Verenigde Staten       |
| 7      | Rusland                |
| 8      | Turkije                |
| 9      | Bulgarije              |
| 10     | Dominicaanse Republiek |
| 11     | Duitsland              |
| 12     | Nederland              |
| 13     | Thailand               |
| 14     | Tsjechië               |
| 15     | Polen                  |
| 16     | Argentinië             |
| 17     | Kazachstan             |
| 18     | Puerto Rico            |
| 19     | Cuba                   |
| 20     | Algerije               |